# Listă de sportivi cehi
Aceasta este o listă de sportivi cehi:

## Atletism
- Jaroslav Bába
- Tomáš Dvořák
- Arie Gill-Glick (1930-2016), alergător olimpic israelian
- Jitka Harazimova
- Zuzana Hejnová
- Šárka Kašpárková
- Jarmila Kratochvílová
- Věra Pospíšilová-Cechlová
- Roman Šebrle
- Barbora Špotáková
- Olga Winterberg, olimpic israelian la aruncarea discului
- Emil Zátopek
- Jan Železný

## Baschet
- Kamila Vodičková
- Jan Vesely[1]

## Biatlon
- Jiřína Adamičková-Pelcová
- Roman Dostál
- Kateřina Holubcová
- Jan Matouš
- Ondřej Moravec
- Gabriela Soukalová
- Jaroslav Soukup
- Michal Šlesingr
- Jana Vápeníková
- Zdeněk Vítek
- Veronika Vítková

## Box
- Rudolf Kraj

## Canotaj
- Martin Doktor
- Josef Dostál
- Filip Dvořák
- Daniel Havel
- Štěpánka Hilgertová
- Josef Holeček
- Vavřinec Hradilek
- Marek Jiras
- Bohuslav Karlík
- Tereza Kneblova
- Martin Kolanda
- Tomáš Máder
- Lukáš Pollert
- Jiří Rohan
- Miroslav Šimek
- Ondřej Štěpánek
- Jan Štěrba
- Lukáš Trefil
- Jaroslav Volf

## Ciclism
- Jana Horáková
- Jaroslav Kulhavý
- Roman Kreuziger, cursa de biciclete rutiere
- Romana Labounková

## Curling
- Jakub Bareš
- Jindřich Kitzberger
- Jiří Snítil
- Martin Snítil

## Darts
- Pavel Korda

## Fotbal
- Martin Bačík
- Milan Baroš
- Patrik Berger
- Josef Bican
- Petr Čech
- Miroslav Ceplák
- Vladimír Chaloupka
- Jaroslav Chlebek
- Martin Chorý
- Zdeněk Cieslar
- Radim Ditrich
- Pavel Elšík
- František Fadrhonc, manager
- Petr Filipský
- Jan Hála
- Eva Haniaková
- Pavel Harazim
- Lukáš Hlavatý
- Petr Holota
- Dan Houdek
- Michal Houžvička
- Jiří Huška
- Bohumil Jelínek
- Vladislav Jelínek
- Ladislav Jetel
- Václav Ježek, manager
- František Jirásek
- David Jukl
- Josef Just
- Vlastimil Karal
- Miroslav Karas
- Václav Klán
- Zdeněk Klesnil
- Vašek Klouda
- Jan Koller
- Jan Kosak
- Petr Kostelník
- Martin Kotyza
- Lukáš Křeček
- Lenka Krömrová
- Jiří Krystan
- Radek Kuděla
- Miloslav Kufa
- Aneta Kulichová
- Lukáš Landovský
- Jaroslava Lorencová
- Andrei Lushnikov
- Ondřej Lysoněk
- Pavel Macháček
- Milan Machalický
- Ctibor Malý
- Lukáš Marek
- Jan Martykán
- Jaroslav Marx
- Josef Masopust, manager
- Lukáš Matyska
- Lukáš Michal
- Lukáš Michna
- Pavel Nedvěd
- Lukáš Nechvátal
- Zdeněk Nehoda
- Oldřich Nejedlý
- Daniel Nešpor
- Michal Ondráček
- Jan Palinek
- Antonín Panenka
- Michal Pávek
- Václav Pavlis
- Jan Penc
- Jiří Petrů
- Jiří Perůtka
- David Petrus
- František Plánička
- Karel Poborský
- Antonín Presl
- Martin Psohlavec
- Jiří Ptáček
- Tomáš Rosický
- Aleš Ryška
- Martin Sigmund
- Jaromír Šilhán
- Vladimír Šmicer
- David Sourada
- Antonín Spěvák
- Michal Šrom
- Václav Sršeň
- Marcel Šťastný
- Tomáš Stráský
- Vít Štětina
- Jiří Studík
- Marcel Švejdík
- Martin Ticháček, antrenor și fost jucător
- Petr Tomašák
- Dalibor Vašenda
- Radim Vlasák
- Evžen Vohák
- Václav Winter
- Ivo Zbožínek
- Petr Zieris

## Golf
- Jessica Korda, jucătoare de golf american; fiica mai mare a lui Petr Korda
- Nelly Korda, jucătoare de golf american; fiica mai mică a lui Petr Korda

## Gimnastică

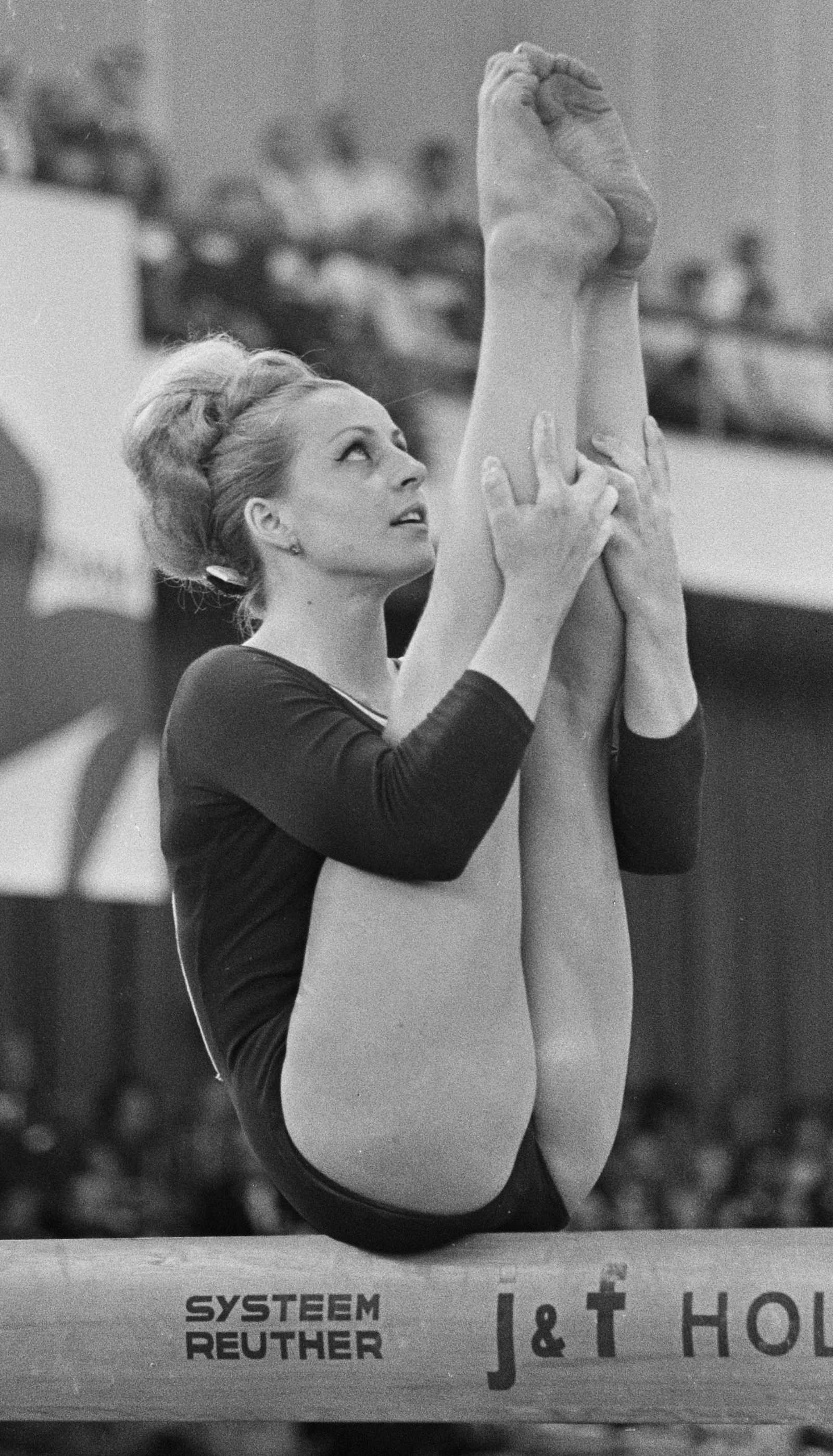
Věra Čáslavská în 1967

- Věra Čáslavská

## Handbal

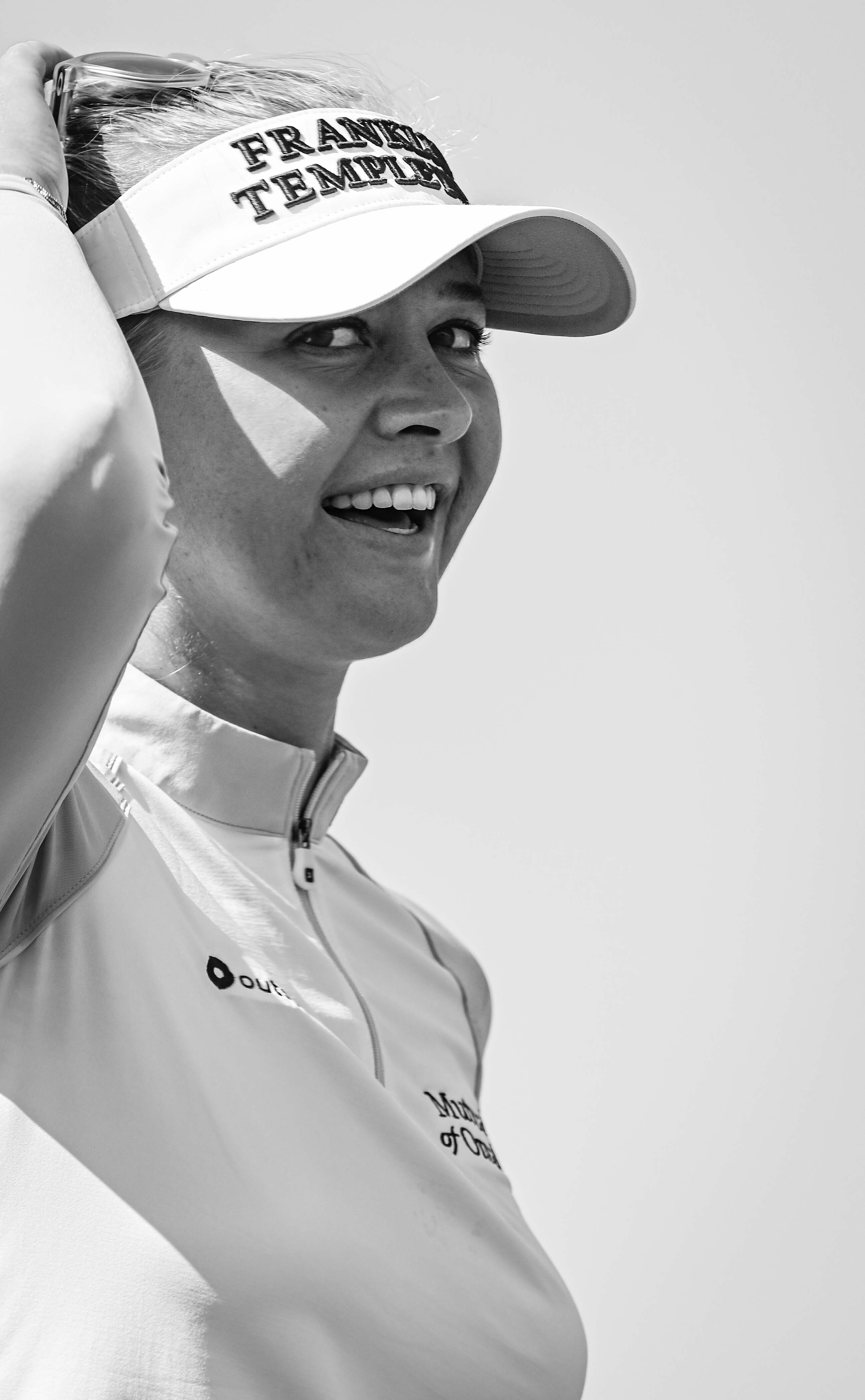
Jessica Korda

- Filip Jícha
- Hana Mučková

## Hochei pe gheață
- Tomáš Bartejs
- Jakub Bartoň
- Martin Belay
- Josef Beránek
- Lukáš Bláha
- Daniel Boháč
- Jan Bojer
- Radek Bonk
- Daniel Branda
- Martin Buček
- Jan Bulis
- Petr Čajánek
- Jan Čaloun
- Zdeněk Čáp
- Filip Čech
- Roman Čechmánek
- Jiří Charousek
- Roman Chlouba
- Lukáš Cikánek
- Radek Číp
- Tomas Csabi
- Adam Dlouhý
- Martin Dočekal
- Jiří Dopita
- Vlastimil Dostálek
- Michal Dragoun
- Jan Dresler
- Jiří Drtina
- Miroslav Duben
- Martin Dudáš
- Jan Dufek
- Tomáš Dujsík
- Ivan Ďurač
- Filip Dvořák (n. 1976)
- Filip Dvořák (n. 1997)
- Patrik Eliáš
- Lukáš Endál
- Martin Erat
- Jiří Ferebauer
- Tomáš Ficenc
- Lukáš Finsterle
- Jiří Fischer
- Patrik Flašar
- Martin Fous
- Ladislav Gengel
- Sebastian Gorčík
- Tomáš Gřeš
- Jan Hammerbauer
- Roman Hamrlík
- Dominik Hašek
- Jiří Hašek
- Milan Hejduk
- Aleš Hemský
- Martin Heřman
- Milan Hnilička
- Bobby Holík
- Daniel Hora
- Jan Hranáč
- Dominik Hrníčko
- Jan Hucl
- Patrik Husák
- Jakub Illéš
- Jaromír Jágr
- Jaroslav Jágr
- Richard Jareš
- Jiří Jebavý
- Martin Jenáček
- Petr Jíra
- Vít Jonák
- František Kaberle
- Tomáš Kaberle
- Kryštof Kafan
- Jordan Karagavrilidis
- Tomáš Karpov
- Petr Kica
- Lukáš Klimeš
- Jakub Kolář
- Kristián Kolář
- Jakub Kotala
- Aleš Kotalík
- Petr Kousalík
- Vojtěch Kubinčák
- Róbert Krajči
- Tomáš Kramný
- David Krejčí
- Lukáš Krejčík
- Richard Kristl
- Lukáš Kříž
- Filip Kuba
- Karel Kubát
- Vladislav Kubeš
- Pavel Kubina
- František Kučera
- Jiří Kučný
- Martin Kupec
- Jiří Kurka
- Jaroslav Kůs
- Robert Lang
- Ondřej Látal
- Petr Leška
- Marek Loskot
- Petr Mainer
- Marek Malík
- Ondřej Malinský
- Jakub Marek
- Rostislav Marosz
- Ondřej Martinka
- Jiří Matějíček
- Jakub Maxa
- Martin Mazanec
- Milan Michálek
- Lukáš Mičulka
- Radek Míka
- Milan Mikulík
- Pavel Mojžíš
- David Moravec
- Tomáš Nádašdi
- Václav Nedomanský
- Petr Nedvěd
- Michal Nedvídek
- Roman Němeček
- Viktor Nestrašil
- Tomáš Nouza
- Jiří Novotný
- Rostislav Olesz
- Jiří Ondrušek
- Dominik Pacovský
- Tomáš Pastor
- Pavel Patera
- Michal Pavel
- Antonín Pechanec
- Radek Philipp
- Karel Plášek
- Jan Plodek
- Martin Podešva
- Jiří Polák
- Petr Polodna
- Patrik Poulíček
- Lukáš Poživil
- Libor Procházka
- Martin Procházka
- Milan Procházka
- Ondřej Procházka
- Roman Prošek
- Václav Prospal
- Tomáš Protivný
- Petr Průcha
- Jiří Půhoný
- Lukáš Pulpán
- Marek Račuk
- David Rangl
- Robert Reichel
- Martin Rejthar
- Lukáš Rindoš
- Martin Ručinský
- Adam Rufer
- Vladimír Růžička
- Martin Rýgl
- Jiří Rys
- Dušan Salfický
- Michal Šeda
- Daniel Skalický
- Vladimír Škoda
- Josef Skořepa
- Miroslav Škumát
- Bohumil Slavíček
- Robert Slávik
- Jiří Šlégr
- Richard Šmehlík
- Rostislav Šnajnar
- Jaroslav Špaček
- Patrik Štefan
- Jakub Stehlík
- Ondřej Stehlík
- Jiří Stejskal
- Petr Stloukal
- Filip Stoklasa
- Martin Straka
- Vladimir Stransky
- Matěj Stříteský
- Jakub Strnad
- Tomáš Štůrala
- Ondřej Švaňhal
- Filip Švaříček
- Petr Svoboda
- Petr Sýkora
- Tomáš Sýkora
- Dominik Tejnor
- Jiří Tlustý
- Milan Toman
- Vojtěch Tomi
- Jakub Trefný
- Miroslav Třetina
- Filip Turek
- Michal Tvrdík
- Lukáš Vařecha
- Jaroslav Vlach
- Roman Vlach
- Milan Vobořil
- Tomáš Vokoun
- Lukáš Volf
- Tomáš Vondráček
- Jakub Voráček
- Lubomír Vosátko
- David Výborný
- Martin Vyrůbalík
- Jan Wasserbauer
- Ondrej Weissmann
- Michael Zacpálek
- Martin Záhorovský
- Lukáš Žalčík
- Marek Židlický
- Pavel Zubíček

## Patinaj artistic
- Petr Barna
- Michal Březina
- Hana Mašková[2]
- Tomáš Verner

## Schi alpin
- Olga Charvátová
- Petra Kurková
- Ester Ledecká
- Šárka Strachová
- Šárka Záhrobská

## Schi fond
- Lukáš Bauer
- Pavel Benc
- Martin Jakš
- Květa Jeriová
- Václav Korunka
- Martin Koukal
- Jiří Magál
- Kateřina Neumannová
- Radim Nyč
- Blanka Paulů
- Gabriela Svobodová
- Helena Šikolová
- Ladislav Švanda
- Dagmar Švubová

## Schi liber
- Stanley Hayer
- Tomáš Kraus
- Nikola Sudová
- Aleš Valenta

## Șah
- Vera Menchik
- Richard Réti
- Wilhelm Steinitz, primul campion mondial la șah

## Tenis
- Tomáš Berdych
- František Čermák
- Martin Damm
- Jaroslav Drobný
- Leoš Friedl
- Ladislav Hecht (1909–2004), tenismen cehoslovaco-american
- Andrea Hlaváčková
- Lucie Hradecká
- Jiří Javorský
- Jan Kodeš

- Petr Korda

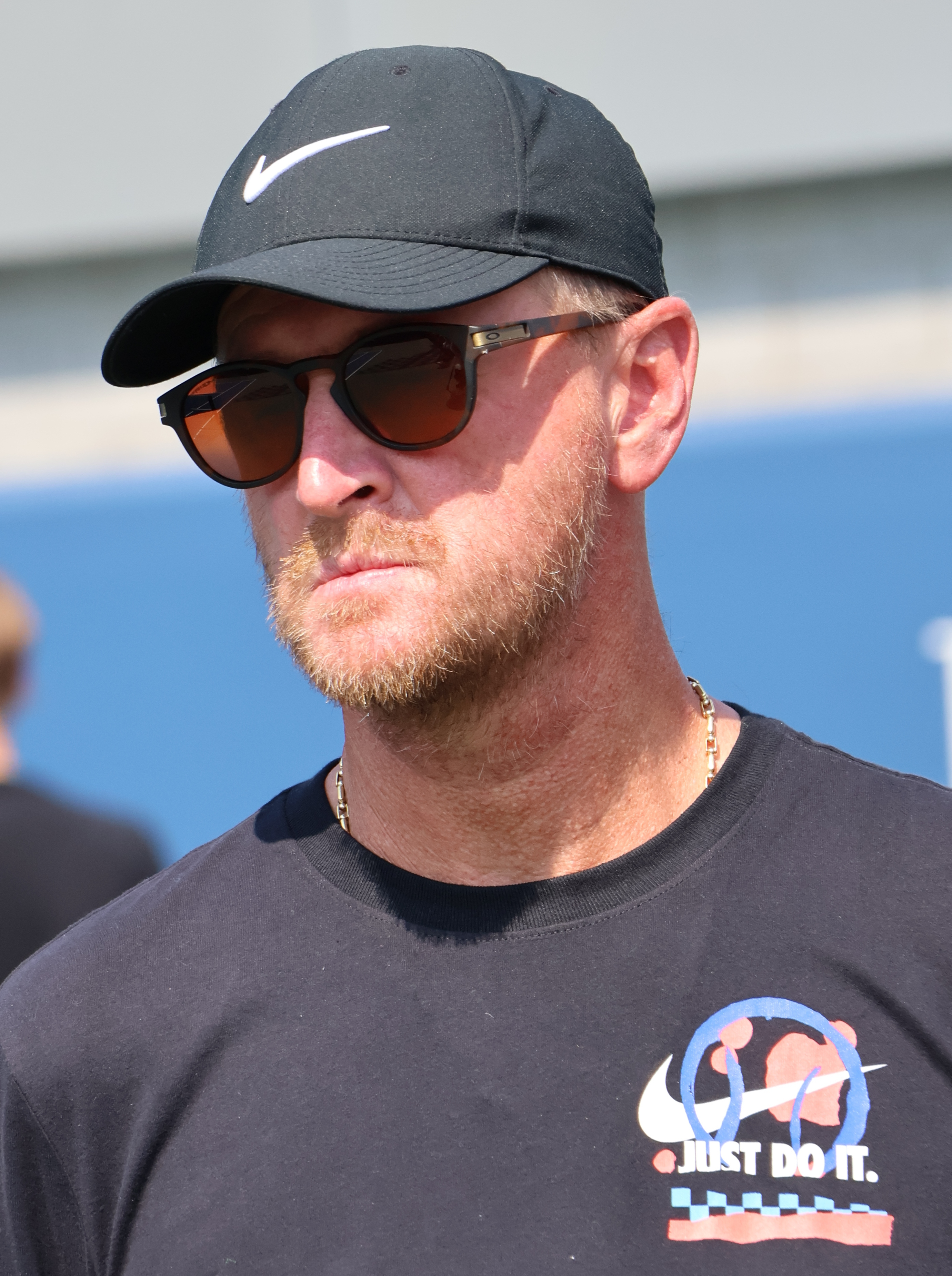
Petr Korda (2024 US Open)

- Sebastian Korda, tenismen american; fiul lui Petr Korda
- Jan Koželuh
- Karel Koželuh
- Richard Krajicek
- Petra Kvitová
- Ivan Lendl, ceho-american
- Hana Mandlíková, ceho-american
- Regina Maršíková
- Iveta Melzer
- Martina Navratilova, ceho-american
- Karel Nováček
- Jana Novotná
- Květa Peschke
- Karolína Plíšková
- Kateřina Siniaková
- Pavel Složil
- Cyril Suk
- Helena Suková
- Věra Suková
- Tomáš Šmíd
- Radek Štěpánek
- Renáta Tomanová
- Daniel Vacek
- Nicole Vaidišová

## Triatlon
- Kateřina Dudková
- Hana Kolarova
- Jan Řehula

## Volei
- Ivana Cebáková
- Svetlana Cenkova
- Matyáš Jachnicki
- Adam Kozák
- Leona Neumannová
- Ondřej Perušič
- David Schweiner
- Kamila Spáčilová